# Yécora
Yécora (pl.  Yécoras, pleme američkih Indijanaca sa Sierra Madre Occidental, na granici između meksičkih država Chihuahua i Sonora. Pleme Yécora čini jedan od tri glavna ogranka šire grupe Pima Bajo, skupina Piman, porodica Juto-Asteci. Danas uz Nebome čine preživjele ostatke Lower Pima, dok su Ures nestali. Općina Yécora po njima nosi ime.